# Мохави Ранч Естејтс (Аризона)
Мохави Ранч Естејтс (енгл. Mojave Ranch Estates) насељено је место без административног статуса у америчкој савезној држави Аризона.

## Демографија
По попису из 2010. године број становника је 52, што је 24 (85,7%) становника више него 2000. године.
| Група             | 2000.      | 2010.      |
| Белци             | 0 (0,0%)   | 6 (11,5%)  |
| Афроамериканци    | 0 (0,0%)   | 0 (0,0%)   |
| Азијати           | 0 (0,0%)   | 0 (0,0%)   |
| Хиспаноамериканци | 22 (78,6%) | 24 (46,2%) |
| Укупно            | 28         | 52         |